# 森田幸一 (外交官)
森田 幸一（もりた こういち、不明 - ）は、日本の外交官。ジンバブエ駐箚特命全権大使。

## 人物
1970年、明治大学商学部卒業。同年、外務省入省。
経済協力局無償資金協力課時代には、バングラデシュ食糧増産援助計画基本設計調査団団長として現地に赴き、現地調査及び、同国政府関係者との折衝等を重ね、途上国援助に尽力した。本省北米一課、ブルネイ大使館参事官、コタキナバル総領事等を経て、2008年にジンバブエ駐箚特命全権大使。
2000年の強制土地収用に起因する政情不安や、干ばつ等により、国民生活に大きな支障が起きているジンバブエに於いて、保健医療支援等に当たった。2021年瑞宝中綬章受章。

## 同期入省
- 西田恒夫（10年国連大使・07年駐カナダ大使・05年外務審議官（政務担当））
- 安藤裕康（11年国際交流基金理事長・08年駐伊大使）
- 原聰（08年関西担当大使・05年駐ポルトガル大使・01年駐ブルネイ大使）
- 上野景文（杏林大学客員教授・06年駐バチカン大使・01年駐グアテマラ大使）
- 大木正充（07年駐アゼルバイジャン兼グルジア大使・04年駐クウェート大使・駐イエメン大使）
- 小溝泰義（13年広島平和文化センター理事長・10年駐クウェート大使）
- 夏井重雄（08年駐カザフスタン大使）
- 河東哲夫（02年駐ウズベキスタン大使）
- 石榑利光（11年駐スロベニア大使）
- 城守茂美（13年駐スロベニア大使）
- 柴崎二郎（10年駐ニカラグア大使）